# Лорделу-ду-Ору
Лорделу-ду-Ору (порт. Lordelo do Ouro) — фрегезия в Португалии, входит в округ Порту. Является составной частью муниципалитета Порту. Находится в составе крупной городской агломерации Большой Порту. По старому административному делению входил в провинцию Дору-Литорал. Входит в экономико-статистический субрегион Большой Порту, который входит в Северный регион. Население составляет 22 212 человека на 2001 год. Занимает площадь 3,40 км². Покровителем района считается Мартин Турский (порт. São Martinho).